# Hurricane Ridge

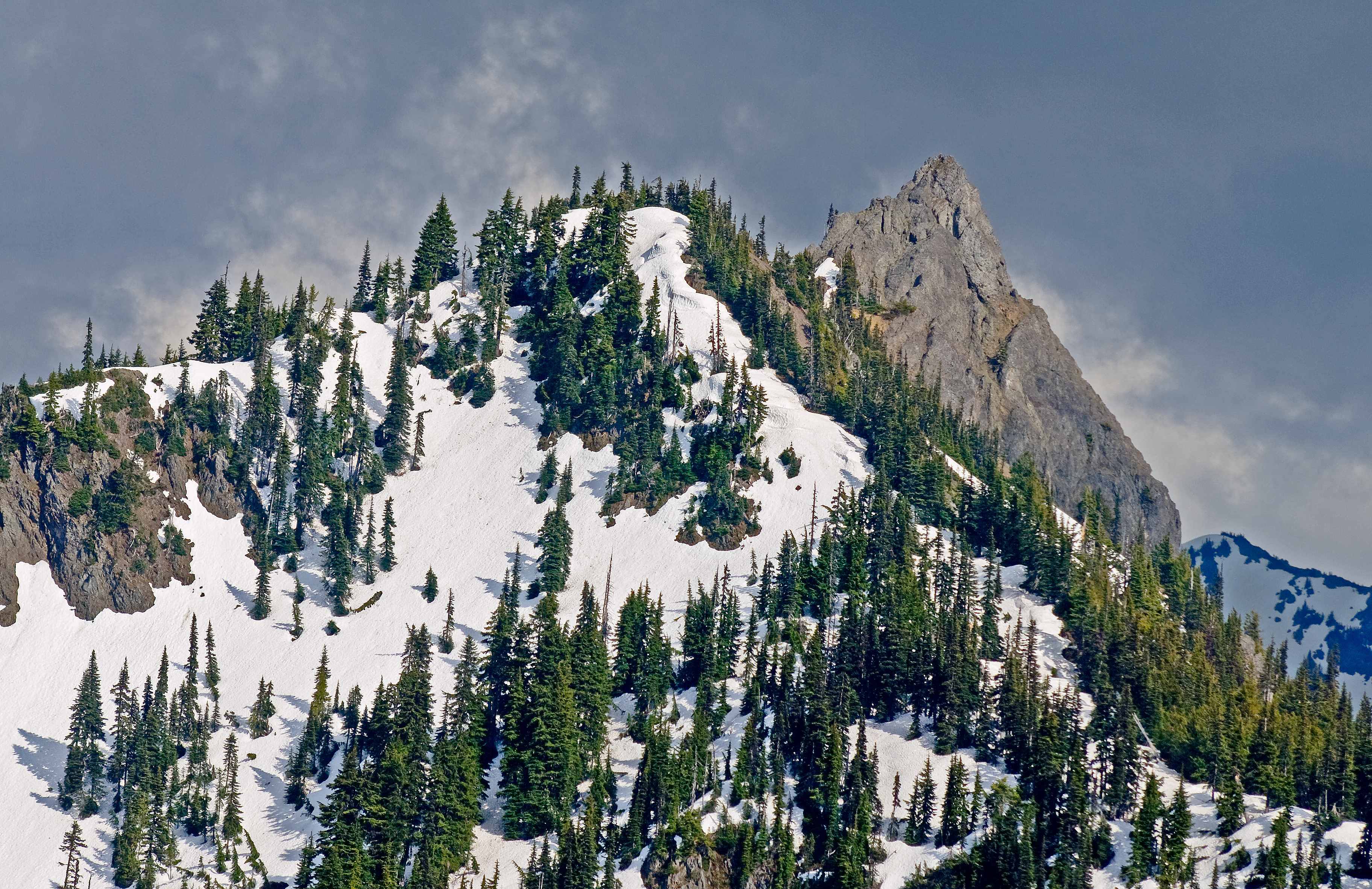
Sneeuw op Hurricane Ridge

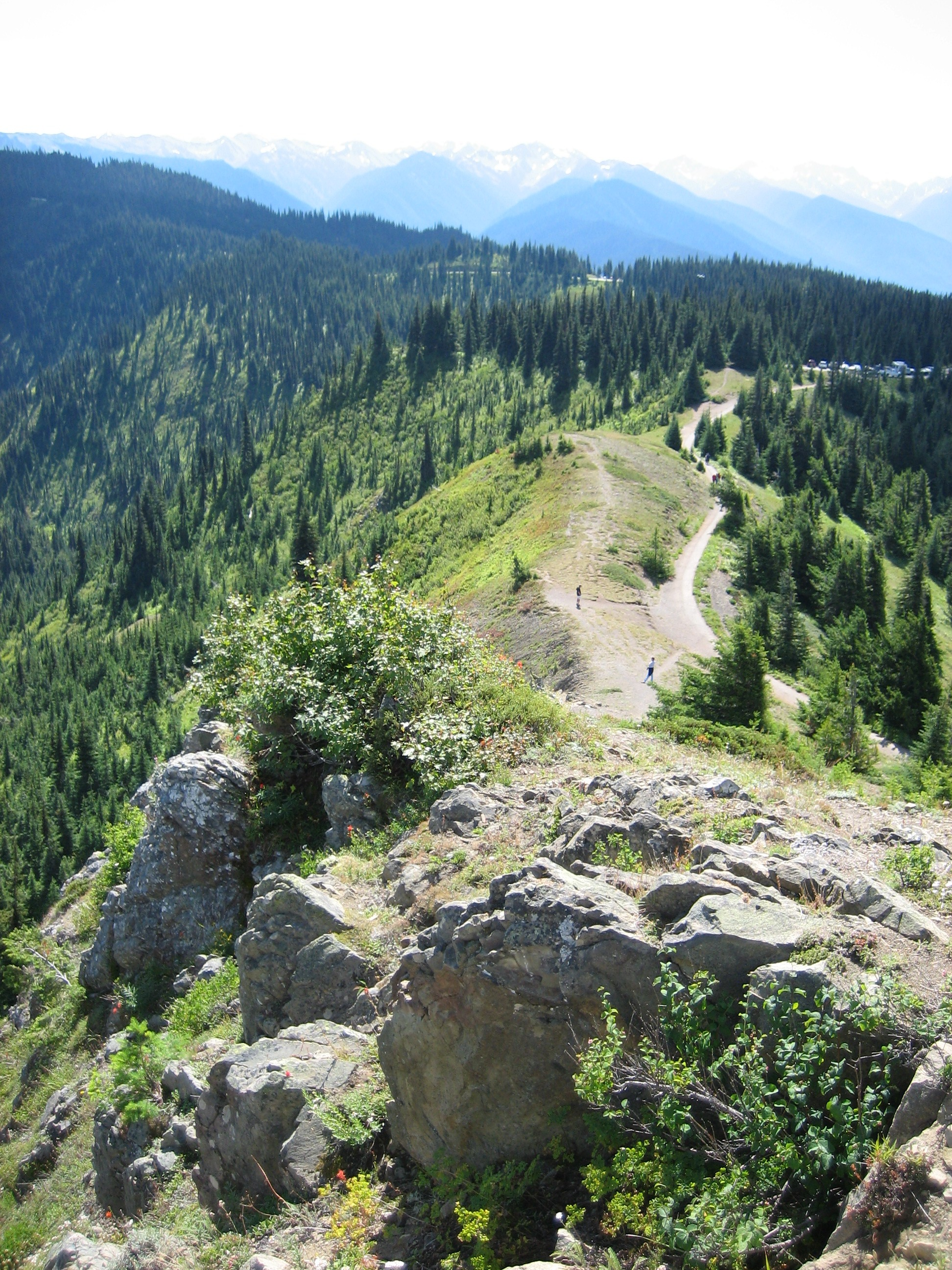
Een van de wandelpaden

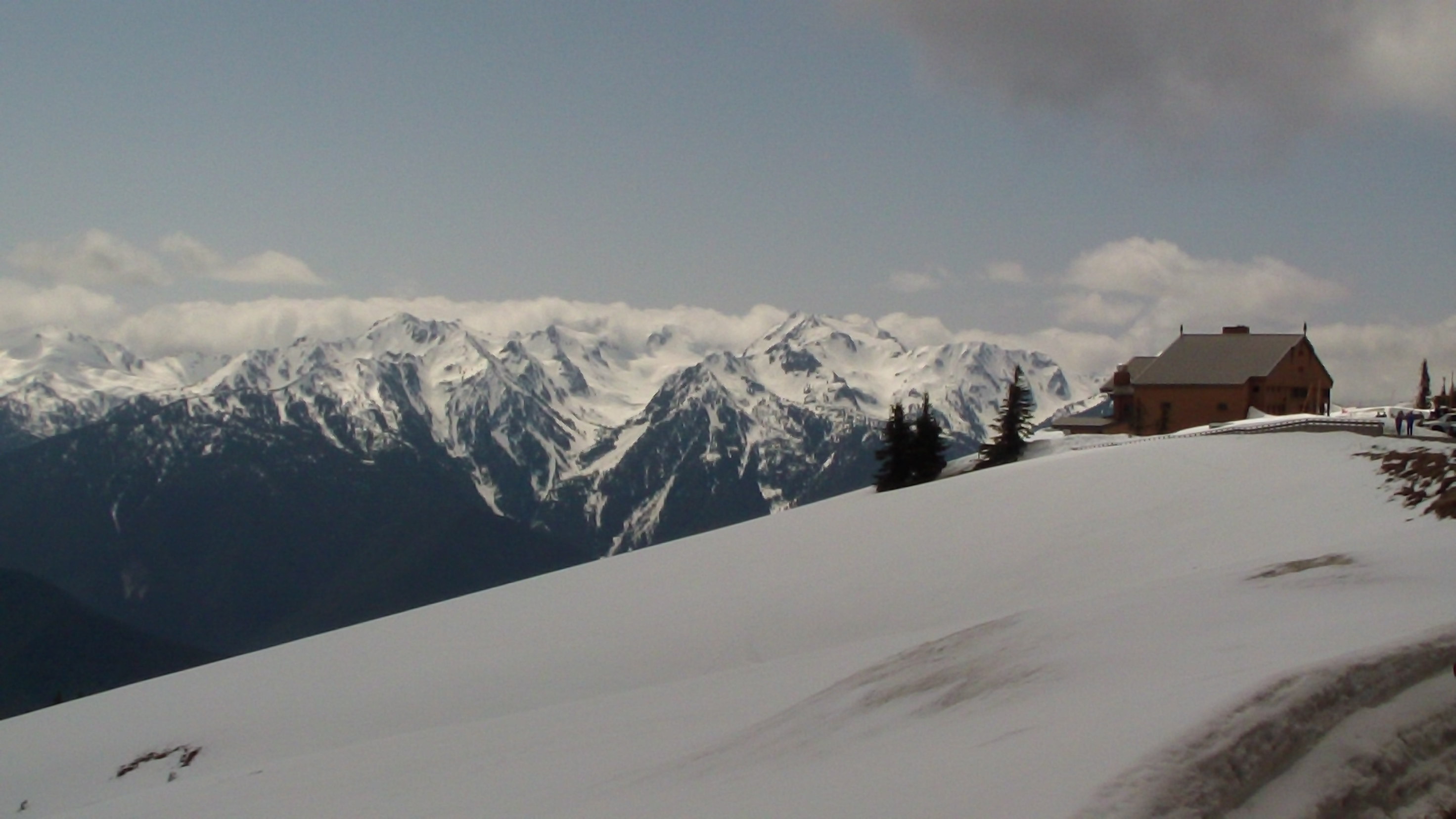
Informatiecentrum op Hurricane Ridge

Hurricane Ridge is een bergkam gelegen in het Olympic National Park in de Amerikaanse staat Washington. De bergkam is met de auto over de Hurricane Ridge Road te bereiken vanaf Port Angeles. Op de rug is een bezoekerscentrum en een grote parkeerplaats. Het gebied staat open voor recreatie zoals wandelen en skiën en snowboarden.
De bergkam reikt tot een hoogte van 1.598 meter (5.242 voet). De kam ligt op zo’n 27 kilometer ten zuiden van Port Angeles in het noorden van Olympic National Park.
Het weer in de bergen is erg afwisselend en onvoorspelbaar. Het gebied staat bekend om zware windvlagen en stormen hetgeen ook de naam verklaard. In de winter valt er gemiddeld ruim 10 meter sneeuw, maar ook in juli kan het nog sneeuwen. Aan het begin van de weg, dicht bij Port Angeles, is ook een bezoekerscentrum. Hier is informatie beschikbaar over de weg en het weer boven. Op de bergrug staan webcams die een beeld geven over de weersituatie. Hurricane Ridge is het gehele jaar met de auto bereikbaar al zijn er in de winter wel beperkingen door de grote sneeuwval. De bezoeker heeft een mooi uitzicht over de omgeving en in de wintermaanden is het een populaire bestemming voor wintersporters.
Bij het bezoekerscentrum liggen korte paden die leiden naar picknicktafels en naar korte en langere wandelroutes door Olympic National Park. In het Hurricane Ridge bezoekerscentrum zijn diverse faciliteiten voor de bezoekers beschikbaar.